# Karczów (województwo opolskie)
Karczów (niem. Schönwitz) – wieś w Polsce położona w województwie opolskim, w powiecie opolskim, w gminie Dąbrowa. Administracyjnie, w skład wsi wchodzi przysiółek Jemielin.
1 stycznia 2017 część miejscowości została włączona do Opola.
Od 1950 miejscowość należy administracyjnie do województwa opolskiego.

## Historia
Najstarszy zapis o Karczowie pochodzi z 1750, kiedy należał on do Jerzego Henryka von Tschirsky. Barokowy dwór zbudowano na przełomie XVII i XVIII wieku, a w 1791 został on przebudowany i otoczony parkiem. Później właścicielem był major von Arnstead, a od 1831 Fridrich Leopold Stollberg zu Stollberg. W 1843 pałac nabył Alois Dionizy Otto, a później Walter z Nysy, który przebudował pałac do dzisiejszego kształtu. Zadłużenie właściciela sprawiły, że Karczów wystawiono na licytację i w 1890 kupił go Friedrich von Wichelhaus, właściciel sąsiedniego Naroku.
Od końca XVIII w. wies posiadała pieczęć gminną, na której wizerunku przedstawiono postać w tanecznej pozie ze wstęgą nad głową, końce wstęgi trzyma w rozłożonych dłoniach; pod stopami postaci kwiat lub koło z dwoma skrzydłami, na końcach skrzydeł po obu stronach stoją dwa ptaki z gałązkami w dziobach.

## Zabytki
Do wojewódzkiego rejestru zabytków wpisany jest:
- zespół dworski, z XVII/XVIII w., 1880 r.:
  - Dwór w Karczowie, od 1927 dwór – pałac znalazł się w rękach Berdanrda von Wichelhaus, najmłodszego z rodu. Zła sytuacja gospodarcza sprawiła, że w zarządzaniu pomagała mu spółka Schlesische Provinziale Landschaft. Po jego tragicznej śmierci w 1941 dobrami administrowała żona Rosemarie wraz z innymi członkami rodziny. W 1945 właściciele opuścili wieś, a pałac przejęła spółdzielnia rolnicza, później PGR, a następnie Dyrekcja Zakładu Unasienniania Zwierząt. W latach 70. przeprowadziła adaptację piwnic i pierwszego piętra. W 1998 obiekt przekazano Politechnice Opolskiej
  - park
  - pawilon chiński, drewniany.

Inne zabytki:
- kościół ewangelicki, filiał parafii w Brzegu
- kościół katolicki, wybudowano w 1906 r. na fundamentach kościoła z 1594 r., o czym informuje stosowna tablica pamiątkowa. Fundatorem był Fridrich von Wichelhaus.